# Punjab Kings
Pour les articles homonymes, voir Kings.
Les Punjab Kings, anciennement Kings XI Punjab, sont une franchise indienne de cricket basée à Mohali, dans le Punjab. Fondée en 2008, elle fait partie de l'Indian Premier League (IPL) et participe la même année à la première édition de cette compétition jouée au format Twenty20 et organisée par l'instance dirigeante du cricket en Inde, le Board of Control for Cricket in India (BCCI).

## Histoire

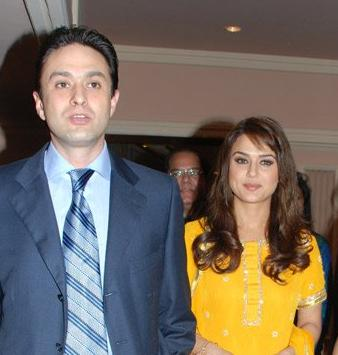
Ancien logo du Kings XI Punjab.

La création de l'Indian Premier League, une ligue de cricket au format Twenty20 lancée par l'instance dirigeante du cricket en Inde, le BCCI, est annoncée en septembre 2007. Le 24 janvier 2008, les propriétaires des huit franchises qui la composent et qui ont été vendues aux enchères sont dévoilés. Plusieurs personnalités, dont l'actrice de Bollywood Preity Zinta et l'homme d'affaires Ness Wadia acquièrent la franchise de Mohali pour 76 millions d'US$.
Le 20 février, soixante-dix-sept internationaux ou anciens internationaux des équipes d'Inde, d'Australie, des Indes occidentales, du Pakistan, du Sri Lanka, de Nouvelle-Zélande et d'Afrique du Sud sont « mis aux enchères » auprès des huit franchises. La franchise qui propose le salaire le plus élevé pour un joueur l'engage dans son effectif. Les franchises sont obligées de dépenser un total compris entre 3,3 et 5 millions d'US$ de salaires annuels pour ces enchères. La franchise de Mohali s'est vue auparavant attribué en la personne de Yuvraj Singh un « icon player », un joueur obligé de jouer pour la franchise de sa région d'origine et qui est assuré de toucher un salaire de 15 % supérieur au deuxième salaire le plus élevé de l'équipe. C'est l'un des cinq joueur de l'IPL à avoir ce statut. La franchise de Mohali recrute Irfan Pathan en lui offrant un salaire de 925 000 US$ par saison, ce qui permet à Yuvraj Singh de toucher 1 063 750 US$ par saison et en fait le cinquième joueur le mieux payé de l'IPL en 2008.

## Palmarès
- Indian Premier League : demi-finaliste en 2008

## Couleurs, logo et symboles

Ness Wadia et Preity Zinta sont parmi les propriétaires de la franchise.

## Effectif 2012
Liste des joueurs des Kings XI Punjab pour la saison 2012 de l'IPL :
- Adam Gilchrist (Australie, capitaine)
- Parvinder Awana
- Love Ablish
- Amit Yadav
- Azhar Mahmood (Pakistan)
- Bhargav Bhatt
- Bipul Sharma
- Piyush Chawla
- Siddharth Chitnis
- Paras Dogra
- James Faulkner (en) (Australie)
- Gurkeerat Singh
- Harmeet Singh
- Ryan Harris (Australie)
- David Hussey (Australie)
- Praveen Kumar
- Vikramjeet Malik
- Mandeep Singh
- Shaun Marsh (Australie)
- Dimitri Mascarenhas (Angleterre)
- David Miller (Afrique du Sud)
- Abhishek Nayar
- Ramesh Powar
- Nathan Rimmington (Australie)
- Nitin Saini
- Rajagopal Sathish
- Shalabh Srivastava
- Sunny Singh
- Paul Valthaty